# Јанче (Маврово и Ростуша)
Јанче (мкд. Јанче) је насељено место у Северној Македонији, у западном делу државе. Јанче припада општини Маврово и Ростуша.

## Географија
Насеље Јанче је смештено у западном делу Северне Македоније. Од најближег већег града, Дебра, насеље је удаљено 16 km североисточно.
Јанче се налази у доњем делу историјске области Река. Насеље је положено у уској долини реке Радике. Западно од насеља се издиже планина Дешат, а источно планина Бистра. Надморска висина насеља је приближно 720 метара.
Клима у насељу је планинска.

## Становништво
По попису становништва из 2002. године Јанче је имало 146 становника.
Претежно становништво у насељу су етнички Македонци (76%), а у мањини су Турци (23%). Заправо, целокупно становништво је торбешко.
Већинска вероисповест у насељу је ислам, а до половине 20. века ту је живела и значајна православна заједница.